# あいち健康の森公園

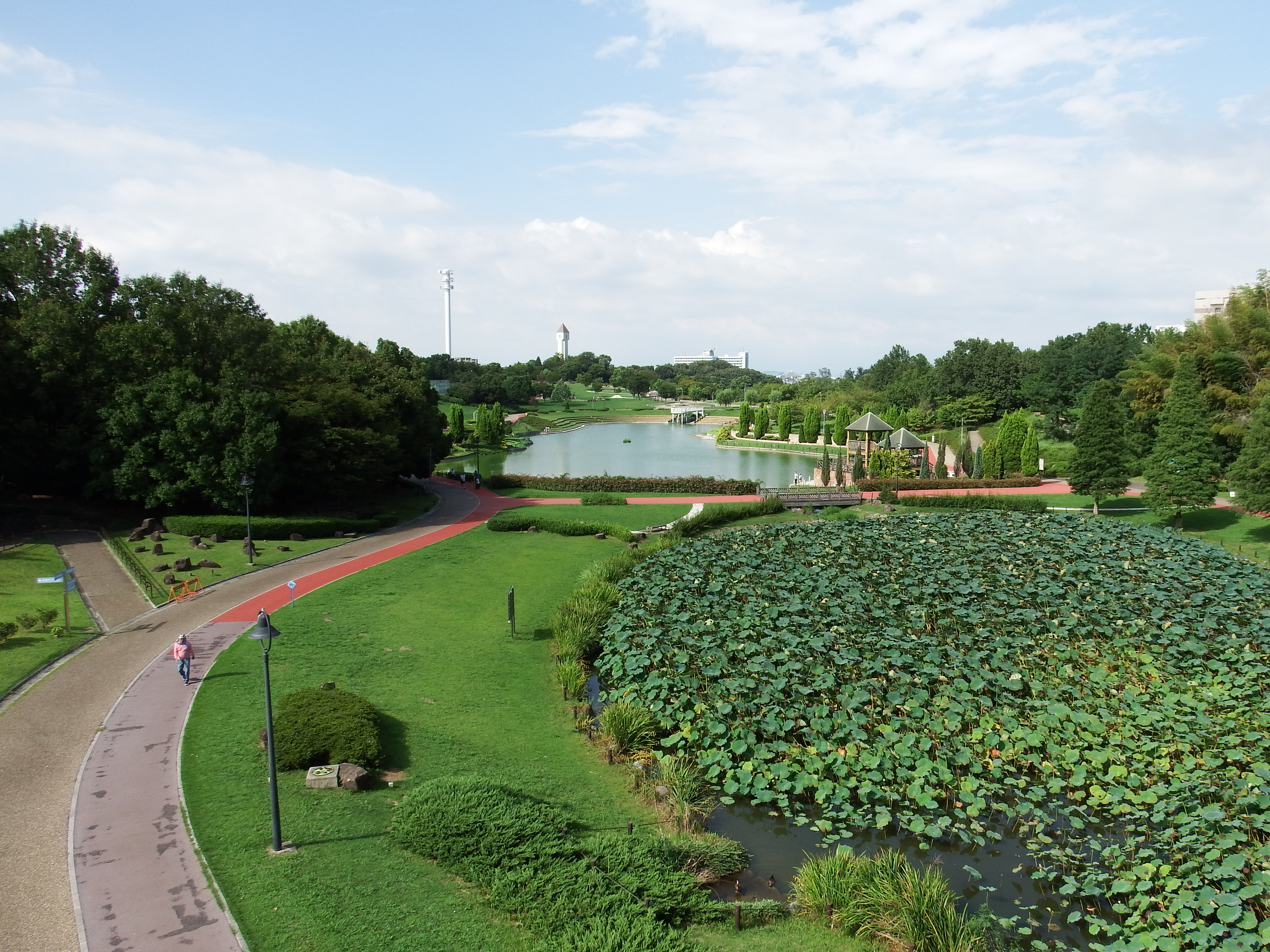
広大な園内

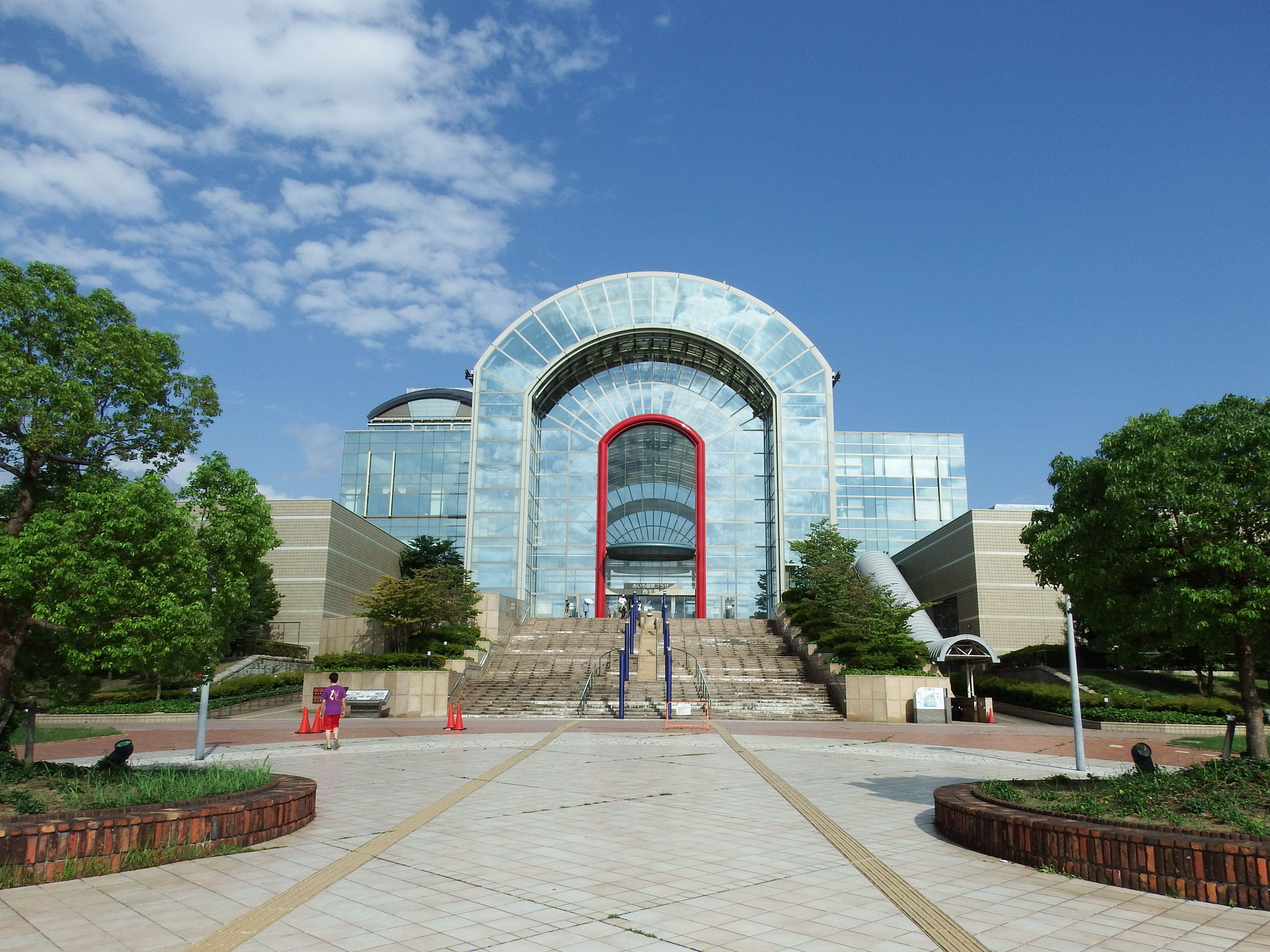
あいち健康プラザ外観

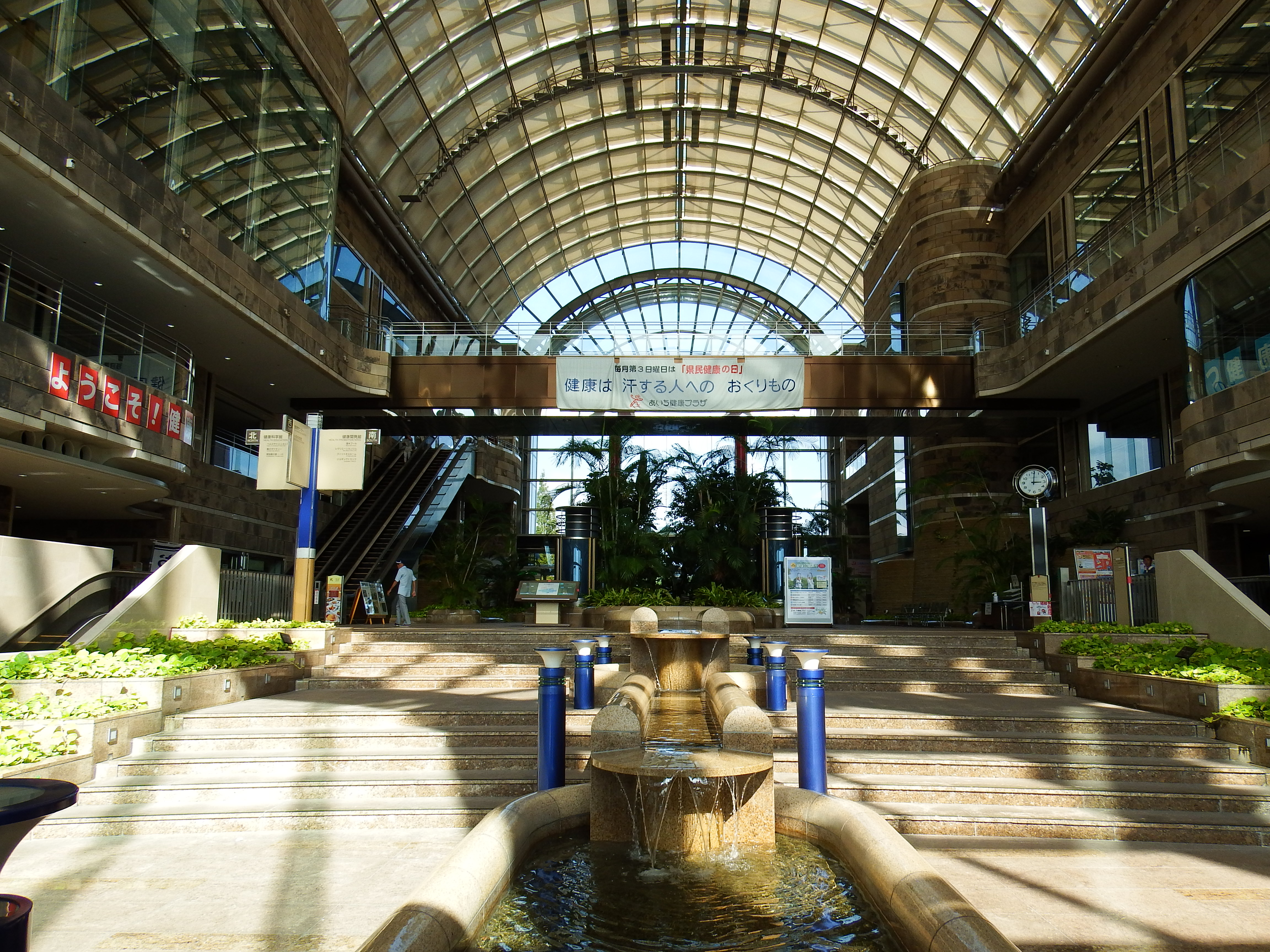
あいち健康プラザ内観

あいち健康の森公園（あいちけんこうのもりこうえん）は、愛知県大府市と東浦町の丘陵地にまたがる愛知県営の都市公園（広域公園）である。前身は県立大府運動公園で、管理運営は指定管理者である公益財団法人愛知県都市整備協会が行っている。

## 概要
1997年（平成9年）10月、あいち健康の森の関連施設として開園した。あいち健康の森は全体面積約100ヘクタールの広大な敷地に、健康ゾーン・運動ゾーン・研究ゾーン・生きがいゾーン・福祉ゾーンの5つのゾーンが設置されており、このうち健康ゾーン及び運動ゾーンの51.5ヘクタールに、テニスコート・体育館・球技場・ベビーゴルフ場・交流センターなどの施設を設置し、都市公園として整備が行われている。
園内には上記の施設のほかにも、アスレチック風の大型遊具などが設置された子どもの森や大芝生広場、さんさん広場などがあり、親子共々楽しめる空間となっている。また、ほたるの里では森岡ホタル保存会の手によって、ホタルの幼虫の放流が行われ観察会などが開催されているほか、ジョギング・ウォーキングコースは、東浦マラソンの会場としても利用されている。
2015年（平成27年）4月28日には、約2.8haの敷地に薬草園が開園しており、管理・運営を指定管理者の愛知県薬剤師会・日誠グループが行っている。
また、当公園の魅力向上のため、2026年春ごろにPark-PFI制度を活用した全天候型の遊戯施設がオープンする予定となっている。

## 交通アクセス
- JR東海道本線・武豊線 大府駅下車、徒歩で約20分。
- 知多バス大府線「あいち健康の森公園」バス停下車。
- 知多半島道路大府東海ICから車で約10分。
- 大府市循環バス西コース及び、南コース「あいち健康の森公園東口」バス停下車。
- 大府市循環バス南コース「あいち健康の森公園西口」バス停下車。

## 周辺
大府市と東浦町で推進するウェルネスバレー構想により、公園周辺には医療・福祉・健康関連施設が多く立地している。
- 国立長寿医療研究センター
- あいち小児保健医療総合センター
- あいち健康プラザ
- JAあぐりタウン げんきの郷
- 愛知県立大府特別支援学校
- 愛厚ホーム大府苑（特別養護老人ホーム）
- 社会福祉法人仁至会 （認知症介護研究・研修大府センター、ルミナス大府（介護老人保健施設）、サンサン大府（障害者就労支援施設））